# Elliott Smith

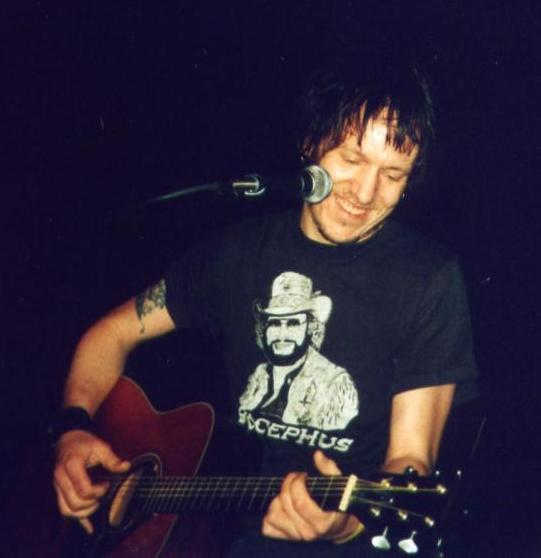
Elliott Smith (2003)

Elliott Smith (* 6. August 1969 in Omaha, Nebraska als Steven Paul Smith; † 21. Oktober 2003 in Echo Park (Los Angeles), Kalifornien) war ein US-amerikanischer Musiker. Die meisten seiner Lieder begleitete er mit der Gitarre, er spielte aber auch Klavier, Klarinette, Bass, Schlagzeug und die Mundharmonika.

## Leben
Seine Kindheit verbrachte Elliott Smith mit seiner Mutter in Dallas, Texas, bis er zu seinem Vater nach Portland, Oregon, zog, um die Highschool zu besuchen. Smith begann im Alter von neun Jahren, Klavier zu spielen. Ein Jahr später eignete er sich erste Fertigkeiten auf einer akustischen Gitarre an, die ihm sein Vater geschenkt hatte. Nach seinem Umzug nach Portland begann Smith erste eigene Lieder aufzunehmen. Er studierte Philosophie und Politik am Hampshire College in Amherst (Massachusetts). Hier gründete er mit Neil Gust die Band Heatmiser. Nach den Heatmiser-Konzerten gab er Zugaben aus seinem eigenen Liedfundus, was zu Konflikten mit seinen Mitmusikern führte. 1994 erschien sein erstes Soloalbum Roman Candle, 1995 Elliott Smith. 1996, nach Veröffentlichung des letzten Albums Mic City Sons, trennte er sich von Heatmiser. Zu dieser Zeit absolvierte Smith bereits regelmäßig Solo-Auftritte, unter anderem im Vorprogramm von Bands wie Sebadoh. 1997 zog er nach Brooklyn, New York.
Smiths drittes Album Either/Or machte den Filmregisseur Gus Van Sant auf ihn aufmerksam. Der Musiker steuerte einige Lieder zu Van Sants Film Good Will Hunting bei. Mit dem Lied Miss Misery wurde er für den Oscar nominiert. Seine zwei folgenden Alben XO und Figure 8 entstanden bei dem Major Label DreamWorks, wobei Smith aufgrund einer Vertragsklausel absolute künstlerische Schaffensfreiheit genoss. 1999 wurde Smiths Coverversion des Beatles-Liedes Because auf dem Soundtrack des Films American Beauty verwendet; zwei Jahre später der Song Needle in the Hay im Film The Royal Tenenbaums.
Elliott Smith hatte jahrelang mit Alkoholsucht, Depressionen und Drogen zu kämpfen. Am 21. Oktober 2003 starb er an den Folgen zweier Stichverletzungen in der Brust, die er, laut Aussage seiner damaligen Freundin Jennifer Chiba, sich selbst nach einem Streit mit ihr zugefügt haben soll. Der Obduktionsbericht gibt als Todesursache „nicht feststellbar“ und nicht Suizid an.

## Nach seinem Tod
Smith war gerade dabei, sein neuestes Album From A Basement On The Hill fertigzustellen, das postum veröffentlicht wurde. Die Musik zum Film Thumbsucker sollte ebenfalls von Smith komponiert werden, doch schied er während der Produktionsphase des Films aus dem Leben.
Nach seinem Tod widmeten ihm zahlreiche Musiker und Bands Lieder. Beck verarbeitete den Tod seines Freundes mit dem Song Broken Drum. Auch Ben Folds, Pearl Jam und Rilo Kiley würdigten ihn postum. 2006 veröffentlichte Christopher O’Riley das Tributalbum Home to Oblivion: Elliott Smith Tribute. 2007 erschien das Doppel-Album New Moon mit unveröffentlichtem Material. Die Einnahmen wurden zum Teil für wohltätige Zwecke gespendet.
Smiths Musik wurde in weiteren Filmen verwendet, so im 2006 von Tobby Holzinger produzierten Film Die Österreichische Methode (Tomorrow, Tomorrow), für den 2009 von Ivan Reitman produzierten Film Up in the Air mit George Clooney und in Gus Van Sants Film Paranoid Park (2007) (The White Lady Loves You More und Angeles).
Auch in Serien wurde Elliott Smiths Musik verwendet, so zum Beispiel in der Zeichentrickserie Rick and Morty.
Smiths Nachlass umfasst gut 100 unveröffentlichte Lieder. Der nach seinem Tod gegründete „Elliott Smith Memorial Fund“ kümmert sich um soziale Projekte für Kinder und Jugendliche in und um Portland.

## Trivia
Die Sängerin Madonna gab in einem Interview mit der Zeitschrift Q an, dass sie sich wünscht, sie hätte Smiths Between the Bars geschrieben.

## Diskografie
Alben
- Roman Candle (1994, Cavity Search)
- Elliott Smith (1995, Kill Rock Stars)
- Either/Or (1997, Kill Rock Stars, UK: Silber)[7]
- XO (1998, DreamWorks, UK: Silber)
- Figure 8 (2000, DreamWorks, UK: Silber)
- From A Basement On The Hill (2004, ANTI-Records)
- New Moon (2007, Kill Rock Stars)
- An Introduction To… Elliott Smith (2010)
- Heaven Adores You (Original Motion Picture Soundtrack) (2016)

Lieder
- Between the Bars (1997, UK: Silber)